# Lista siturilor arheologice din județul Constanța - L
Lista siturilor arheologice din județul Constanța - L conține toate siturile arheologice din județul Constanța înscrise în Repertoriul Arheologic Național (RAN) și aflate în localități al căror nume începe cu litera L. RAN este administrat de Ministerul Culturii și Patrimoniului Național și cuprinde date științifice, cartografice, topografice, imagini și planuri, precum și orice alte informații privitoare la zonele cu potențial arheologic, studiate sau nu, încă existente sau dispărute.
Puteți căuta un sit din localitățile care încep cu litera L folosind formularul de mai jos sau puteți naviga prin toate siturile din județ la Lista siturilor arheologice din județul Constanța.
| Cod RAN                               | Denumire | Localitate                  | Adresă              | Datare                   | Descoperit | Coordonate                                    | Imagine           | Erori            |
| ------------------------------------- | --- | --------------------------- | ------------------- | ------------------------ | ---------- | --------------------------------------------- | ----------------- | ---------------- |
| 60589.01.01 (Cod LMI: CT-I-s-B-02692) | Așezarea rurală romană de la Lazu / ansamblu anonim (Categorie: locuire civilă) (Tip: Așezare rurală)                | sat Lazu, comuna Agigea     |                     | sec. II-VI               |            |                                               | Încărcați imagine | Raportați eroare |
| 60589.02.01 (Cod LMI: CT-I-s-B-02693) | Așezarea romano-bizantină de la Lazu / ansamblu anonim (Categorie: locuire civilă) (Tip: Așezare)                    | sat Lazu, comuna Agigea     |                     | sec. IV - VI             |            |                                               | Încărcați imagine | Raportați eroare |
| 60641.01.03                           | Situl arheologic de la Limanu - "Peștera Caraciocola" / ansamblu anonim (Categorie: locuire civilă) (Tip: Așezare)   | sat Limanu, comuna Limanu   | Peștera Caraciocola |                          |            |                                               | Încărcați imagine | Raportați eroare |
| 60641.01.01                           | Situl arheologic de la Limanu - "Peștera Caraciocola" / ansamblu anonim (Categorie: locuire civilă) (Tip: Așezare)   | sat Limanu, comuna Limanu   | Peștera Caraciocola | Hamangia mil. IV a. Chr. |            |                                               | Încărcați imagine | Raportați eroare |
| 60641.01.02                           | Situl arheologic de la Limanu - "Peștera Caraciocola" / ansamblu anonim (Categorie: locuire civilă) (Tip: Necropolă) | sat Limanu, comuna Limanu   | Peștera Caraciocola | Hamangia mil. IV a. Chr. |            |                                               | Încărcați imagine | Raportați eroare |
| 60641.01.04                           | Situl arheologic de la Limanu - "Peștera Caraciocola" / ansamblu anonim (Categorie: locuire civilă) (Tip: Așezare)   | sat Limanu, comuna Limanu   | Peștera Caraciocola | Gumelnița                |            |                                               | Încărcați imagine | Raportați eroare |
| 62066.01.01 (Cod LMI: CT-I-s-A-02694) | Ansamblul de tumuli de la Lipnița / ansamblu anonim (Categorie: descoperire funerară) (Tip: Grup de tumuli)          | sat Lipnița, comuna Lipnița |                     | sec. I - III             |            | 44°04′43″N 27°36′18″E / 44.07848°N 27.60505°E | Încărcați imagine | Raportați eroare |
| 61531.01.01 (Cod LMI: CT-I-s-B-02695) | Așezarea rurală romană de la Luminița / ansamblu anonim (Categorie: locuire civilă) (Tip: Așezare rurală)            | sat Luminița, comuna Corbu  |                     | sec. II-IV               |            |                                               | Încărcați imagine | Raportați eroare |
| 60641.02                              | Tezaurul de la Limanu / ansamblu anonim (Categorie: neprecizată)                                                     | sat Limanu, comuna Limanu   |                     |                          |            |                                               | Încărcați imagine | Raportați eroare |
| 60641.03                              | Amforele elenistice de la Limanu (Categorie: descoperiri izolate de artefacte) (Tip: descoperire izolată)            | sat Limanu, comuna Limanu   |                     |                          |            |                                               | Încărcați imagine | Raportați eroare |
| 60703.01.01                           | Situl arheologic paleolitic de la Lumina / ansamblu anonim (Categorie: așezare) (Tip: Așezare)                       | sat Lumina, comuna Lumina   |                     |                          |            |                                               | Încărcați imagine | Raportați eroare |
| 60703.01.02                           | Situl arheologic paleolitic de la Lumina / ansamblu anonim (Categorie: așezare) (Tip: Așezare)                       | sat Lumina, comuna Lumina   |                     |                          |            |                                               | Încărcați imagine | Raportați eroare |
| 60641.04.01                           | Situl arheologic de la Limanu - Cetate / ansamblu anonim (Categorie: locuire) (Tip: Așezare)                         | sat Limanu, comuna Limanu   | Cetate              | romană                   |            | 43°47′57″N 28°32′33″E / 43.79917°N 28.5425°E  | Încărcați imagine | Raportați eroare |
| 60641.04.02                           | Situl arheologic de la Limanu - Cetate / ansamblu anonim (Categorie: locuire) (Tip: Așezare)                         | sat Limanu, comuna Limanu   | Cetate              | elenistică               |            | 43°47′57″N 28°32′33″E / 43.79917°N 28.5425°E  | Încărcați imagine | Raportați eroare |
| 60641.04.03                           | Situl arheologic de la Limanu - Cetate / ansamblu anonim (Categorie: locuire) (Tip: Așezare)                         | sat Limanu, comuna Limanu   | Cetate              | Hamangia                 |            | 43°47′57″N 28°32′33″E / 43.79917°N 28.5425°E  | Încărcați imagine | Raportați eroare |
| 60641.04.04                           | Situl arheologic de la Limanu - Cetate / ansamblu anonim (Categorie: locuire) (Tip: Așezare)                         | sat Limanu, comuna Limanu   | Cetate              | Gumelnița                |            | 43°47′57″N 28°32′33″E / 43.79917°N 28.5425°E  | Încărcați imagine | Raportați eroare |
| 60641.05.01                           | Situl arheologic de la Limanu- Lacul Mangalia / ansamblu anonim (Categorie: locuire) (Tip: Așezare)                  | sat Limanu, comuna Limanu   | Lacul Mangalia      | Gumelnița                |            | 43°48′21″N 28°31′50″E / 43.80583°N 28.53056°E | Încărcați imagine | Raportați eroare |
| 60641.05.02                           | Situl arheologic de la Limanu- Lacul Mangalia / ansamblu anonim (Categorie: locuire) (Tip: Așezare)                  | sat Limanu, comuna Limanu   | Lacul Mangalia      | Hamangia                 |            | 43°48′21″N 28°31′50″E / 43.80583°N 28.53056°E | Încărcați imagine | Raportați eroare |
| 60641.05.03                           | Situl arheologic de la Limanu- Lacul Mangalia / ansamblu anonim (Categorie: locuire) (Tip: Așezare)                  | sat Limanu, comuna Limanu   | Lacul Mangalia      |                          |            | 43°48′21″N 28°31′50″E / 43.80583°N 28.53056°E | Încărcați imagine | Raportați eroare |
| 60641.05.04                           | Situl arheologic de la Limanu- Lacul Mangalia / ansamblu anonim (Categorie: locuire) (Tip: Așezare)                  | sat Limanu, comuna Limanu   | Lacul Mangalia      |                          |            | 43°48′21″N 28°31′50″E / 43.80583°N 28.53056°E | Încărcați imagine | Raportați eroare |
| 62066.02.01                           | Peștera de la Lipnița - Canaraua Fetei / ansamblu anonim (Categorie: locuire în peșteră) (Tip: Locuire în peșteră)   | sat Lipnița, comuna Lipnița | Canaraua Fetei      | Gumelnița                |            |                                               | Încărcați imagine | Raportați eroare |
| 62066.03.01                           | Peștera de la Lipnița - Valea Cantonului / ansamblu anonim (Categorie: locuire în peșteră) (Tip: Locuire în peșteră) | sat Lipnița, comuna Lipnița | Valea Cantonului    | Gumelnița                |            | 44°04′48″N 27°38′55″E / 44.08°N 27.64861°E    | Încărcați imagine | Raportați eroare |
| 60641.06.01                           | Așezarea romană de la Limanu / ansamblu anonim (Categorie: locuire) (Tip: Așezare)                                   | sat Limanu, comuna Limanu   |                     | romană                   |            | 43°48′59″N 28°30′36″E / 43.81639°N 28.51°E    | Încărcați imagine | Raportați eroare |
| 60641.07.01                           | Așezarea romană de la Limanu / ansamblu anonim (Categorie: locuire) (Tip: Așezare)                                   | sat Limanu, comuna Limanu   |                     | romană                   |            | 43°48′41″N 28°31′10″E / 43.81139°N 28.51944°E | Încărcați imagine | Raportați eroare |